# 明懿太后
明懿太后（사숙태후，?—1112年）柳氏，高丽貞州人。門下侍中柳洪之女，是高丽肃宗的王后。
柳氏號明福宮主，後改號延德宮主。肅宗二年（1097年）宮主生子。四年（1099年）三月封爲王妃，生下子女高丽睿宗及上黨侯王泌、圓明國師王澄儼、帶方公王俌、大原公王侾、齊安公王偦、通義侯王僑，大寧、興壽、安壽、福寧四宮主。睿宗卽位，尊爲王太后，殿为天和，府为崇明，生辰为至元節。七年（1112年）七月十四太后病薨，王率百官上谥号为明懿王太后。八月葬在崇陵，八年（1113年）遼朝遣使致祭文。高丽仁宗十八年（1138年）四月加謚柔嘉，高丽高宗四十年（1253年）十月加光惠。

## 家族
- 弟：柳仁著
- 妹：河源郡君柳氏（1079年－1117年），柳洪第四女，適尹彥榮。

## 外部連結
- 국사편찬위원회 고려사 홈페이지 （页面存档备份，存于）
- 尹彦榮妻柳氏墓誌銘 （页面存档备份，存于）